# Raymond Joly
Pour les articles homonymes, voir Raymond Joly (professeur) et Joly.
Raymond Joly, né le 4 février 1911 dans le 18e arrondissement de Paris et mort le 18 juin 2006 à Laboissière-en-Thelle, est un sculpteur et médailleur français, graveur général des monnaies.

## Biographie

Le différent de Raymond Joly frappé sur les pièces de monnaie.

En 1926, Raymond Joly entre à l'École des apprentis ciseleurs sur bronze d'où il sort premier l'année suivante. Ouvrier ciseleur, il continue à étudier le dessin et la décoration aux cours d'adultes.
En 1929, il s'initie à la gravure en creux, conseillé par un contremaître qui s'intéresse à lui et deviendra professeur à l'École Boulle à Paris.
Il est admis en 1939 dans l'atelier d'Henri Dropsy à l'École des beaux-arts de Paris. Il obtient le premier grand  prix de Rome en gravure de médaille en 1942.
La qualité des médailles qu'il grave dans l'acier, quasiment seul alors à choisir ce moyen d'expression artistique, fait de lui un des initiateurs de la renaissance de la technique de la taille directe.
En 1949, il conçoit et réalise la décoration de l'église Saint-Louis-des-Français à Berlin.

À la fin de l'année 1958, il devient le 24e graveur général des monnaies, succédant à Lucien Bazor qui prend sa retraite. Il choisit la chouette comme différent. Dans un article[réf. nécessaire] publié au moment de sa nomination, Raymond Joly explique ce choix : 

« Depuis Marc Béchot en 1547, les Graveurs Généraux ont tous ce que l'on nomme un « différent », signe symbolique permettant de reconnaître l'authenticité des monnaies. Ce signe est généralement placé à droite du millésime de la pièce. À gauche, c'est toujours une corne d'abondance, le signe de l'Administration des Monnaies.
Pour ma part, j'ai choisi la chouette ; le sujet de mon prix de Rome étant Athéna combattant le géant Encelade, j'ai pensé que l'utilisation de son symbole s'imposait. De plus cet emblème est aussi celui de la sagesse et de la faculté de voir clair dans l'obscurité. Je décide donc de graver ce symbole en creux dans l'acier, ce qui me permet de « clouer » dans l'aile de la chouette de tout petits poinçons à main aux motifs décoratifs variés. Malgré l'énorme réduction, (de 33 mm à 2 mm), cela donne un modèle difficile à reproduire. »

Il restera à ce poste jusqu'en avril 1974, où Émile Rousseau lui succèdera.

## Médaille
- Syndicat national du commerce des produits sidérurgiques, bronze, 67 mm.